# Parlamento de Egipto
El Parlamento de Egipto es la asamblea legislativa bicameral de la República Árabe de Egipto. Está compuesto por una cámara alta (el Senado) y una cámara baja (la Cámara de Representantes).
El Parlamento está ubicado en El Cairo, la capital de Egipto. Según la constitución del país de 2014, como poder legislativo del estado, el Parlamento promulgaba leyes, aprobaba la política general del Estado, el plan general de desarrollo económico y social y el presupuesto general del Estado, supervisaba la labor del gobierno, y tenía el poder de votar para destituir al presidente de la República, o reemplazar al gobierno y a su primer ministro mediante una cuestión de confianza.
El parlamento está compuesto por 596 escaños, con 448 escaños elegidos a través del sistema de candidatura individual, 120 elegidos a través de listas de partidos en los que el ganador se lo lleva todo (con cuotas para jóvenes, mujeres, cristianos y trabajadores) y 28 seleccionados por el presidente.